# Алтынбекова, Сабина Абаевна
Саби́на Аба́евна Алтынбе́кова (каз. Сабина Абайқызы Алтынбекова; род. 5 ноября 1996 года в Актобе, Актюбинская область, Казахстан) — казахстанская волейболистка, член сборной Республики Казахстан.

## Биография
Родилась в городе Актобе, Актюбинской области, Республика Казахстан. Происходит из рода табын племени жетыру. С пяти лет занималась танцами, в 14 лет увлеклась волейболом. Играла за клуб «Казхром», где была капитаном команды. С 16 лет выступает за клуб «Алматиночка-Алматы», 2-ю команду новосозданного «Алматы». Вместе с командой выиграла серебряные медали Высшей лиги «А» в сезоне 2013/14. В 2014 году поступила в университет. Сабине неоднократно предлагали стать моделью, но она отказалась. Это её решение, которое поддерживают и родители. В 14-летнем возрасте стала заниматься волейболом в городе Актобе, Казахстан.
25 декабря 2020 года вышла замуж.
12 марта 2025 года объявила о разводе.

## Профессиональная карьера
В 17 лет Сабина стала членом юниорской (до 19 лет) сборной Казахстана по волейболу.
- 2012 — Капитан команды U-19 Чемпионат Азии по волейболу среди юношеской команды. 7-е место.
- 2013–2015 — Капитан команды Национальный Лиги U-23.
- 2014 — 17-й юниорский чемпионат Азии по волейболу: 6-е место.
- 2015 — Игрок Японской Лиги среди женщин. Команда «GSS Sunbeams».
- 2016–2019 — Игрок Национальный Лиги среди женщин ВК «Алматы».
- 2019- 2020 — Игрок Арабской Лиги среди женщин. Чемпионка Арабской Лиги  Команда «Al wasl».
- 2022 - Игрок Арабской Лиги «Al wasl»
- 2022/2023 - Чемпионка Арабской Лиги «Al wasl»
- 2024/2025 - Капитан Индонейзского клуба «Yogya Falcons»

## Популярность
На 17-м юниорском чемпионате Азии по волейболу среди девушек, который проходил в Тайбэе (Китайская Республика), её назвали самой красивой волейболисткой соревнований. Рост — 180 см при весе 60 кг, длина ног — 120 см. Телевидение Тайваня, Японии и других азиатских стран посвятило Сабине Алтынбековой ряд репортажей, в Интернете появилось множество роликов. В социальных сетях, в частности в Instagram, на неё подписалось более 300 000 человек. Азиатские болельщики нашли, что её внешность напоминает героинь японских аниме, которые пользуются большой популярностью в Азии. Украинский интернет-портал ua.tribuna.com, индонезийский bandung.bisnis.com, испанский publimetro.com назвали Сабину «красивейшей волейболисткой из Казахстана». Ряд ресурсов сравнили её мгновенно выросшую популярность с ранее возникшим ажиотажем вокруг прокурора Республики Крым Натальи Поклонской.
Видео с участием Сабины Алтынбековой в YouTube набрало около 2 млн просмотров. Её фотографии из социальных сетей были растиражированы в Интернете. В сети появились многочисленные любительские рисунки с Сабиной Алтынбековой в стиле «моэ» (тип миловидности, как рисуют героинь в японских аниме и манге). В YouTube появились видеомонтажи, включающие в себя кадры с её участием в чемпионате Азии и фото.
Обозреватель газеты Daily Mail отметил, что Сабине Алтынбековой удалось затмить своей персоной само событие, в котором она приняла участие, — в прессе на каждую пару строчек о чемпионате приходилось десять страниц непосредственно о ней.
В августе 2014 года Сабина Алтынбекова официально стала первым волонтёром Общества Красного Полумесяца Республики Казахстан — общественной гуманитарной организации, являющейся частью международного движения Красного Креста и Красного Полумесяца, объединяющей свыше 500 млн человек в 189 странах мира. Среди волонтёров Общества Красного Креста и Красного Полумесяца такие знаменитости, как Хайди Клум, Пирс Броснан, Джеки Чан.